# Western North (region)
Western North er en af de seks nye regioner i Ghana, der blev oprettet i 2019. Regionen er afgrænset af Elfenbenskysten (Comoédistriktet) mod vest, Centralregionen mod sydøst og Ashanti-, Ahafo-, Bono East- og Bono-regionerne mod nord. Regionen har den højeste nedbør i Ghana, frodige grønne bakker og frugtbar jord. Der er adskillige små og store guldminer i regionen. Den etniske kultur er domineret af sefwierne, der er en undergruppe af Akanfolket. De primære sprog, der tales, er sefwi, akan, fransk og engelsk.

## Historie
Western North regionen er en ny region, der er udskilt fra den eksisterende region Western i Ghana. Oprettelsen af de nye  regioner var en opfyldelse af et valgløfte fra New Patriotic Party forud for parlamentsvalget i Ghana i 2016. Efter at have vundet valget oprettede præsident Nana Akuffo Addo Ministeriet for Regional Reorganisering til at føre tilsyn med formulering og implementering af de nye regioner.  I alt blev seks nye regioner oprettet ud fra de eksisterende ti regioner i Ghana. De andre nye regioner er Bono East, Ahafo, Savannah, North East og Oti.

## Administrativ inddeling
Regionens  politiske administration sker gennem det lokale regeringssystem. Her er  administrationssystem er regionen opdelt i ni MMDA'er (Metropolitan, Municipal and District Authority)  bestående af 3 kommunale og 6 ordinære forsamlinger. Hver distrikts-, kommunal- eller storbyforsamling administreres af en administrationschef, der repræsenterer centralregeringen, men som har myndighed fra en forsamling, der ledes af et formandskab valgt blandt medlemmerne selv. Den nuværende liste er som følger:
| #     | Nvn                     | Hovedby          | MMDA type | Befolkning år 2010 | Befolkning 2019 anslået |
| ----- | ----------------------- | ---------------- | --------- | ------------------ | ----------------------- |
| 1     | Aowin                   | Enchi            | Kommunal  | 117.886            | 154.661                 |
| 2     | Bia East                | Adabokrom        | Ordinær   | 27.393             | 37.108                  |
| 3     | Bia West                | Essam            | Ordinær   | 88.939             | 111.355                 |
| 4     | Bibiani/Anhwiaso/Bekwai | Bibiani          | Kommunal  | 123.272            | 160.844                 |
| 5     | Bodi                    | Bodi             | Ordinær   | 53.314             | 68.055                  |
| 6     | Juaboso                 | Juaboso          | Ordinær   | 58.435             | 77.678                  |
| 7     | Sefwi-Akontombra        | Sefwi Akontombra | Ordinær   | 82.467             | 108.266                 |
| 8     | Sefwi-Wiawso            | Wiawso           | Kommunal  | 139.200            | 182.510                 |
| 9     | Suaman                  | Dadieso          | Ordinær   | 20.529             | 27.832                  |
| Total | Total                   | Total            |           | 658.835            | 928.309                 |